# As Pedras e o Tempo
As Pedras e o Tempo (também conhecida como As Pedras e o Tempo – Évora) é uma curta-metragem documental portuguesa de 1961, realizada e escrita por Fernando Lopes. Esta obra é o seu primeiro trabalho para cinema e considerada percursora do movimento do Novo Cinema português. Narrado por Jacinto Ramos, o filme retrata a cidade de Évora: os seus monumentos, ruas, a sua vida e a da planície que a contorna. As Pedras e o Tempo foi apresentado originalmente a 17 de abril de 1961, em complemento da longa-metragem Raça, de Augusto Fraga.

## Sinopse
Évora é banhada pela luz do sul e de um sol rigoroso. Sente-se a passagem do tempo nos espaços tão particulares da cidade alentejana, desde o silêncio das pedras, a quietude dos claustros e telhados, à labuta do trabalho nas imensas paisagens rurais.
Em primeiro lugar, arquitetura é apreciada desde vistas panorâmicas afastadas da cidade, mas também através de planos dos principais edifícios do centro histórico: o Chafariz da Praça do Giraldo, o Colégio Espírito Santo, a Sé Catedral, o Templo romano de Diana, a Igreja da Graça, a Capela dos Ossos ou o Museu Nacional. Ainda assim, logo nos planos iniciais, é mostrada a agricultura. Por um lado, ainda bastante manual, centrada na cortiça. Por outro, já se nota a agricultura industrializada, marcada pela presença de ceifeiras debulhadoras. O narrador fala em "cidades efémeras que surgem na planície", referindo-se aos aglomerados de cereal. Estes universos citadinos e rurais unem-se anualmente na Feira de S. João, demonstrando a riqueza do povo eborense.

## Equipa técnica e artística
- Realização: Fernando Lopes;
- Produção: Navarro de Andrade e Horácio Caio;
- Guião: Fernando Lopes;
- Assistente de realização: José de Sá Caetano;
- Diretor de fotografia: Aquilo Mendes;
- Montagem: Pablo del Amo;
- Texto: José de Sá Caetano;
- Narrador: Jacinto Ramos;
- Som: Enrique Dominguez e Alexandre Gonçalves;[9]
- Música: Filipe de Sousa.

## Produção
O projeto documental surgiu enquanto uma encomenda a Fernando Lopes do regime do Estado Novo, nomeadamente do Secretariado Nacional da Informação, Cultura Popular e Turismo, que produziu a obra. As Pedras e o Tempo marca a estreia de Lopes como realizador para cinema. Não quis desenvolver um projeto propagandista do Estado, tendo abordado o documentário com o objetivo de, nas suas palavras "fazer sentir a presença do tempo em Évora, (...) salientando os extraordinários valores plásticos da capital alentejana". A curta-metragem a preto e branco, com 15 minutos de duração, foi rodada em 35mm.

## Estética

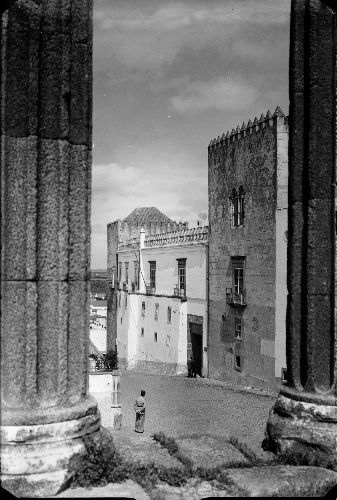
Palácio do Cadával visto do Templo de Diana, alguns dos edifícios retratados em As Pedras e o Tempo.

Na filmografia de Fernando Lopes, As Pedras e o Tempo surge como um ensaio da sua linguagem cinematográfica que teria impacto direto em Berlarmino (1964) e Uma Abelha na Chuva (1971), mas também no desenvolvimento de um novo movimento do cinema português na década de 60 (ver Novo Cinema). O próprio autor considerou a curta-metragem "uma obra matricial", acrescentando que "é um filme muito recorrente em mim, porque tem a ver com um olhar sobre o real que vê nele o fantástico".
Fernando Lopes utiliza diversos recursos técnicos, como os travellings pelos claustros do Colégio Espírito Santo. Apresenta uma abordagem experimental ousada, dado os seus detalhes revolucionários a nível de imagem, sonoplastia e montagem. Tal é particularmente notório ao nível da mistura dos sons de cante alentejano com os de instrumentos tecnológicos. Deste modo, Lopes provoca um desfasamento entre a banda sonora e as imagens, o que se tornaria característico do seu cinema.
Jorge Leitão Ramos explica de que modo a estética do documentário já assume uma abordagem radical por comparação com o restante cinema da altura: "O tom com que mostrava igrejas e túmulos, ruas e monumentos, a terra e o céu, cortava cerce com a useira retórica nacionalista, interrogando os vestígios do passado (a memória?) na sua quietude, recusando a imposição de um sentido definido às interpelações várias que a cidade lhe oferecia." Em concordância, Augusto M. Seabra destacou que o filme comprova "importância decisiva [de Fernando Lopes] na história do documentário em Portugal".

## Distribuição
Distribuído pela Imperial Filmes, As Pedras e o Tempo estreou nos cinemas portugueses a 17 de abril de 1961, nos cinemas de São Luiz e Alvalade (Lisboa). A curta-metragem foi exibida em complemento de Raça, de Augusto Fraga.
O filme foi selecionado para vários festivais europeus, no âmbito de sessões de retrospetiva da obra de Fernando Lopes, como o CPH:DOX,  Copenhagen International Documentary Film Festival (Dinamarca, onde foi exibido a 11 de novembro de 2003) e o DocLisboa (Portugal, que o exibiu a 26 de outubro de 2012).
A 4 de dezembro de 2019, As Pedras e o Tempo, em conjunto com as curtas-metragens As Palavras e os Fios, Vermelho, Amarelo e Verde, Hoje Estreia e O Encoberto, foi exibida no Cinema Ideal, numa comemoração do seu lançamento em DVD. Esta edição da Midas Filmes e Cinemateca Portuguesa, intitulada Fernando Lopes: 13 Filmes curtos 1961-1977, inicia com As Pedras e o Tempo.